# Trichoplites tryphema
Trichoplites tryphema är en fjärilsart som beskrevs av Louis Beethoven Prout 1934. Trichoplites tryphema ingår i släktet Trichoplites och familjen mätare. Inga underarter finns listade i Catalogue of Life.